# 鲍里斯·鲍里索维奇·莫罗兹
鲍里斯·鲍里索维奇·莫罗兹（俄语：Борис Борисович Мороз，1928年8月25日—2021年3月26日），俄罗斯病理生理学家，俄罗斯科学院院士。

## 生平
1928年8月25日生于列宁格勒。1948年毕业于莫斯科第一医学院。1978年当选苏联医学科学院通讯院士。1988年当选院士。1992年转为俄罗斯医学科学院院士。2013年转为俄罗斯科学院院士。2021年3月26日逝世。